# Mortery
Mortery är en kommun i departementet Seine-et-Marne i regionen Île-de-France i norra Frankrike. Kommunen ligger i kantonen Provins som tillhör arrondissementet Provins. År 2022 hade Mortery 139 invånare.

## Befolkningsutveckling
Antalet invånare i kommunen Mortery
| Referens: INSEE |